# Kimandolu
Kimandolu ist ein Verwaltungsbezirk (Ward) des Distrikts Arusha (CC) in der tansanischen Region Arusha.

## Geografie
Kimandolu liegt im Norden von Tansania, östlich des Zentrums von Arusha. Im Norden wird er von der Nairobi-Moshi-Road (Nationalstraße T2) begrenzt, im Süden von der Old Moshi Road. Die Grenze im Westen bildet der Fluss Kijenge. Im Südwesten des Bezirks ragt der bewaldete Kijenge Hill etwa 100 Meter über sein Umland.
Bei der Volkszählung 2022 lebten hier 28.760 Menschen in 9417 Haushalten.

## Gliederung
Der Bezirk besteht aus vier Stadtteilen (Mtaa):
- Kitiangare
- Tindigani
- Kijenge Kaskazini
- Kijenge Kusini

## Wirtschaft und Infrastruktur
- Gesundheit: Im Bezirk gibt es zwei Apotheken, eine öffentliche[6] und eine private.[7]
- Bildung: Die Kimandolu Secondary School ist eine von der evangelisch-lutherischen Kirche geführte Privatschule, die auch einen Heimbetrieb anbietet und Jugendliche bis zur 4. Stufe ausbildet.[8]